# Benjamin Wright Raymond
Pour les articles homonymes, voir Raymond.
Benjamin Wright Raymond (né le 15 juin 1801 à Rome dans l'État de New York - mort le 5 avril 1883 à Chicago) est un homme politique américain, membre du Parti whig. Il a été membre du conseil municipal de Chicago (1847–1848) puis maire de Chicago (1839-1840) et (1842-1843). Durant son mandat de maire, il a assuré le rachat du site de Fort Dearborn pour la ville de Chicago quand il fut mis en vente par le gouvernement fédéral.

## Biographie
Né le 15 juin 1801 à Rome, dans l'État de New York, il est le fils de Benjamin Wright et Hannah Raymond, son deuxième prénom lui venant du nom de jeune fille de sa mère.
Raymond fait ses études à la St. Lawrence Academy de Potsdam, dans l'État de New York, ainsi qu'à Montréal, au Québec (Canada). Il retourne à East Bloomfield, dans l'État de New York, et travaille comme marchand avant de décider de tenter sa chance dans l'immobilier à Chicago en 1836 avec le soutien de son ami, Simon Newton Dexter.
En 1835, il épouse Amelia Porter, la belle-fille du juge Josiah Porter d'East Bloomfield. Ensemble, ils ont un fils nommé George Lansing Raymond.

## Carrière politique
Raymond est élu deux fois maire de Chicago. En 1839, il est élu troisième maire de la ville, battant James Curtiss. Il se représente sans succès en 1840, perdant contre Alexander Loyd. En 1842, il a été élu pour un second mandat en tant que sixième maire de Chicago, en battant le titulaire, Francis Cornwall Sherman. À l'époque, les mandats de maire étaient valables pour une durée d'un an.
Au cours de son mandat de maire, Raymond veille à ce que State Street soit une grande artère. Au cours de sa première année de mandat, il obtient le site du Fort Dearborn pour la ville de Chicago lorsque celui-ci est vendu par le gouvernement fédéral.
De 1847 à 1848, Raymond est élu au conseil municipal de Chicago pour représenter la 3e circonscription de la ville de Chicago.
En 1843, après avoir terminé son deuxième mandat de maire, Raymond et Dexter construisent la première usine de laine de l'Illinois, sur le territoire de la ville d'Elgin. Raymond est également le président du Fox River Railroad, qui relie Elgin à Lake Geneva, dans le Wisconsin. Dans les années 1850, il contribue à l'obtention de la charte de l'université de Lake Forest et à la construction de la ville de Lake Forest, dans l'Illinois.
En 1864, approché par J.C. Adams de la Waltham Watch Company, Raymond accepte d'investir de l'argent pour lancer une entreprise horlogère dans le Midwest. Les deux hommes choisissent de construire l'entreprise à Elgin, qui fait don aux entrepreneurs d'un terrain de 14 hectares. Le bâtiment est achevé en 1866 et abrite l'Elgin Watch Company. Le premier modèle fabriqué par la société est baptisé B.W. Raymond.

## Fin de vie
Benjamin Wright Raymond meurt le 5 avril 1883 (à 81 ans) dans sa demeure de Chicago. Il est enterré au cimetière de Graceland à Chicago.

## Sources
- Andreas, A.T. History of Chicago: From the Earliest Period to the Present Time. A.T. Andreas, 1884–86.
- Grossman, James R., Ann Durkin Keating and Janice L. Reiff, editors. Encyclopedia of Chicago, University of Chicago Press, 2004.
- Obituary, Chicago Daily Tribune, April 6, 1883, p. 2.
- Obituary 3 -- no Title. Chicago Daily Tribune, April 7, 1883, p. 8.